# Arctosa ziyunensis
Arctosa ziyunensis är en spindelart som beskrevs av Yin, Peng och Youhui Bao 1997. Arctosa ziyunensis ingår i släktet Arctosa och familjen vargspindlar. Inga underarter finns listade i Catalogue of Life.